# Faisal ibn Turki Al Saud
Faisal ibn Turki Al Saud (arabisch فيصل بن تركي بن عبد الله آل سعود, DMG Faiṣal bin Turkī bin ʿAbdallāh Āl Saʿūd; * 1788; † 2. Dezember 1865) war der zweite Herrscher des zweiten saudischen Staates und siebtes Oberhaupt des Hauses Saud.

## Leben
Faisal I. wurde spätestens 1788 geboren und soll schon an der Eroberung von Mekka 1803 unter Abd al-Aziz ibn Muhammad teilgenommen haben. Nach der Eroberung von Dariya durch Ägypten (1818) geriet er zunächst in deren Gefangenschaft. Allerdings gelang ihm die Flucht in den Nadschd, wo er von seinem Vater Turki ibn Abdullah (1820–1834) zum Thronfolger bestimmt wurde. In der Folgezeit unterwarf er die Provinz al-Hasa in Ostarabien. Als er dort von der Ermordung seines Vaters durch dessen Cousin Mishari erfuhr (1834), eilte er nach Riad, ließ die Verschwörung niederschlagen. Dabei wurde Faisal von Abdullah ibn Raschid (1836–1848), dem Herrscher über Hail, unterstützt. Dieser soll Mishari mit seinem eigenen Schwert getötet haben. Nach Misharis Tod konnte Faisal die Herrschaft als nächster Imam antreten. Allerdings konnte Faisal I. nicht die Anerkennung der Ägypter erlangen. Diese entsandten 1836 mit Chalid ibn Saud einen Sohn von Saud I. ibn Abd al-Aziz nach Arabien. Mit ägyptischen Truppen konnte er sich durchsetzen. Nach dem Abfall seiner Verbündeten musste sich Faisal I. 1838 ergeben und ins Exil nach Kairo gehen.
Nachdem die Machtkämpfe im Nadschd weiter andauerten gelang Faisal I. 1843 die Rückkehr nach Arabien und im Bündnis mit den Schammar der Sturz von Imam Abdallah II. ibn Tnejjan (1842–1843). In kurzer Zeit gelang Faisal I. die erneute Befriedung des Nadschd und konnte sich wieder der Ausweitung seiner Macht in Ostarabien zuwenden. So eroberte er schon 1845 die Oase Buraimi in Oman und zwang 1850 die Stämme in Katar und al-Hasa zur Unterwerfung. Auch Bahrain musste die Oberhoheit der Wahhabiten 1851 anerkennen.
Zur Festigung des Reiches wurden die Provinzen des Reiches nun nicht mehr von lokalen Emiren, sondern von Statthaltern aus dem Clan der Saud verwaltet. Der fast erblindete Faisal I. starb am 2. Dezember 1865. Nachfolger wurde sein Sohn Abdallah III. ibn Faisal (1865–1889).

## Ehefrauen und Nachkommen
Faisal hatte in seinem Leben mindestens sieben Ehefrauen und neun Kinder.

### Von einer unbekannte Ehefrau
- Muhammad

### Von Munira bint Mishari aus dem Mishari-Zweig der Saudi-Dynastie
- Abdallah, Imam der Wahabiten

### Von einer Tochter von Hazzam bin Mana Al Hithlayn
- keine Nachkommen

### Von Dashisha bint Rakan bin Mandil
- Saud, Imam der Wahabiten und Großvater des Begründers des Saud-Al-Kabir-Zweigs der Saudi-Dynastie.

### Von Sara bint Abd al-Aziz al-Mu'ammar
- al-Jawhara
- Mishari
- Hussa

### Von Sara bint Mishari bin Abdul Rahman aus dem Mishari-Zweig der Saudi-Dynastie
- Abdul Rahman, Imam der Wahabiten und Vater des ersten Königs Abd al-Aziz[2]